# Lingua bavarese
Il bavarese (nome nativo Boarisch; in tedesco Bairisch) è una lingua derivata dal tedesco superiore (Oberdeutsch, una famiglia di dialetti derivanti dal gruppo dell'alto tedesco antico), parlato prevalentemente in Germania meridionale e in Austria, nonché in alcune zone dell'Italia nordorientale (provincia autonoma di Bolzano, oltre che in varie isole linguistiche di Trentino, Veneto e Friuli).
Al 2022, è parlata da 14,5 milioni di parlanti totali.
Ne esistono tre varianti fondamentali:
- il Nordbairisch o Oberpfälzerisch (bavarese settentrionale o alto-palatino);
- il Mittelbairisch o Donaubairisch (bavarese centrale o bavarese danubiano);
- il Südbairisch (bavarese meridionale).

Esiste inoltre una variante minore, l'Hutterisch, parlato negli Stati Uniti.

## Suddivisione

### Bavarese settentrionale (Nordboarisch)
Il bavarese settentrionale (o Oberpfälzerisch) è una variante parlata in larga parte della Baviera (Germania).
Nelle zone di Norimberga e altri comuni bavaresi, il Nordbairisch si mescola con alcune varianti del francone orientale.

### Bavarese centrale (Mittelboarisch)
Il bavarese centrale (o Donaubairisch) è una variante parlata in parte della Baviera (Germania) e in Austria (con l'eccezione del Vorarlberg, della Carinzia e del Tirolo).
Soprattutto nelle zone austriache di confine, sono presenti forme miste di Mittelbairisch a causa dell'influenza delle lingue straniere. Ai confini con l'Ungheria, ad esempio, le parole vengono un po' smorzate e la cadenza cade su altre vocali rispetto a quelle "ufficiali".
Televisione e giornali locali utilizzano spesso il Mittelbairisch, meglio accettato dalla popolazione. In altri ambiti più formali, come quello universitario, viene invece preferito il tedesco standard.
Una forma linguistica parlata in Romania con molti elementi del Mittelbairisch o apparentemente tali era l'Oberwischauisch.

### Bavarese meridionale (Südboarisch)
Il bavarese meridionale è una variante parlata principalmente in Tirolo, in Carinzia, nella parte occidentale della Stiria (Austria) e in Alto Adige (Italia).
Era parlata anche nel comune svizzero di Samnaun, una volta raggiungibile solo dal territorio austriaco. Tuttavia, col tempo il bavarese meridionale è stato soppiantato dal tedesco alemanno (gruppo linguistico cui appartiene la variante svizzera del tedesco).
Il bavarese meridionale parlato in Alto Adige, pur conservando tutte le proprie specificità, ha anche assimilato alcuni vocaboli italiani. Ciò si verifica per particolari termini amministrativi italiani (patente, foglio rosa, ecc.) e per alcuni tipi di cibo (frutta, verdure ecc.).
Dal bavarese meridionale derivano inoltre il cimbro (parlato nelle province di Vicenza, Verona e Trento), il mòcheno (provincia di Trento) e i dialetti tedeschi di Sappada, Sauris e Timau (provincia di Udine).